# Liste Grazer Sportvereine
Die Liste Grazer Sportvereine enthält in Graz ansässige Vereine, unterteilt nach Sportart.

## Bergsport
- Sektionen des Österreichischen Alpenvereins
  - Akademische Sektion Graz
  - Alpenverein Graz
  - Sektion Weitwanderer
- Naturfreunde Graz
- Sektion Graz des ÖTK

## Fußball
- Grazer SC Straßenbahn
- Grazer AK
- SK Sturm Graz
- GSV Wacker (2019 Spielbetrieb eingestellt)[1]
- ESV Austria Puch Graz
- SV Andritz
- ASV Gösting
- ESK Graz
- Post SV Graz
- LUV Graz
- LUV Graz, oder auch DFC LUV Graz (Frauenteam)
- SV Mariatrost
- SV Justiz
- Askö Murfeld
- GSV Wacker Graz
- SV Liebenau
- SV Straßgang
- Jsv Ries-Kainbach
- Sk Sturm Graz Amateure
- SC Hakoah Graz (1938 zwangsaufgelöst)

## Eishockey
- 1. Damen Eishockey Club
- EC Graz 99ers
- EC Rattlesnakes Graz
- ATSE Graz

## American Football
- Graz Giants
- Graz Black Widows (Frauenteam)
- Styrian Bears

## Flagfootball
- Styrian Studs

## Handball
- HSG Seiersberg Grazhoppers
- HIB Handball Graz

## Volleyball
- ATSE Correct-Haus Graz
- UVC Wesser Graz
- VSC Graz
- SSV HIB Liebenau

## Basketball
- Dunkers BBC Graz
- LUV Fireballs
- UBSC Raiffeisen Graz
- ATSE Graz
- GAK Kangaroos
- SSV Andritz
- UEG
- ATV Graz
- UBI Graz
- DBBC Graz

## Leichtathletik
- LTU Graz
- ATG Graz
- ATSE Graz
- runninGraz
- Hurtigflink LTC

## Orientierungslauf
- Sportunion Schöckl Graz
- OLC Graz

## Badminton
- Badminton Club Smash Graz
- BC Union Attention Graz
- Union Studenten Badminton Graz
- ATSE Graz

## Baseball
- Dirty Sox Graz

## Rugby
- RUFC Graz

## Segelflug
- Steirische Flugsportunion
- Grazer Sportfliegerverein
- Akaflieg Graz
- Steirischer Segelfliegerverein Graz[2]

## Ski
- ASVÖ Skiclub Graz
- Skiclub Stattegg

## Tischfußball
- 1. TSV „Hunting Igels“ Graz
- TFC Hotshots

## Fechten
- STLFC Graz – Steiermärkischer Landesfechtclub (Florett, Degen, Säbel)
- UWK – Union Wirtschaftskammer (Degen)
- GFU – Grazer Fechtunion (Degen)

## Cricket
- Graz Cricket Club

## Ultimate
- Catchup Graz
- Augärtner Graz

## Unterwasserrugby
- STC Graz

## Lacrosse
- Graz Gladiators

## Moderner Fünfkampf
- HSV Graz Sektion Moderner Fünfkampf

## Eiskunstlauf
- Grazer Eislaufverein

## Kampfsport,Selbstverteidigung
- 1. Hapkido Verein Österreichs ASKÖ Graz
- Jujutsu Kobudo Verein HEIJOSHIN

## Judo
- ASKÖ Judo Club Graz[3]
- Judo Bulls Graz[4]
- Judo Union Graz[5]
- Judoverein CREATIV Graz[6]
- Union Graz Ost[7]

## Tanzsport
- TSC Forum Graz
- TSC Eden
- TSC Zentrum
- TSC Choice
- UTSC Akademia
- academy of dance
- TSC TheONE
- Verein Streetdance
- Rock`n`Roll Club Graz
- Dance!

## Flusssurfen
- murbreak

## Radsport
- Junior Cycling Team Graz

## Tischtennis
- ASV Puch Graz
- ASVÖ Don Bosco
- ATSE Graz
- ATUS Graz
- Holding Graz Sport
- POST SV Graz
- TTSV Münzgraben
- USV Indigo Graz
- UTTV Graz
- UWK Graz
- SPG Feldkirchen/Puch
- SPG Indigo/Post

## Rudern
- Ruderclub Graz